# Manuel Zúñiga
Manuel Zúñiga Fernández (Luciana, 29 giugno 1960) è un allenatore di calcio ed ex calciatore spagnolo, di ruolo centrocampista.

## Carriera

### Giocatore

#### Club
Inizia la carriera nel Calvo Sotelo, squadra della Castiglia-La Mancia, sua regione di nascita. Tra il 1976 e il 1978 gioca in Segunda División. Nel 1978 retrocede e gioca in Segunda B.
Nel 1979, a 19 anni, viene ingaggiato dall'RCD Espanyol. Debutta in Primera División il 30 dicembre in casa del Rayo Vallecano (2-2) e gioca tutte le partite fino al termine del campionato.
Nella stagione successiva, gioca solo tre incontri nel girone di andata. Viene ceduto in prestito al Cadice, in Segunda, nella seconda metà di stagione.
Debutta con gli andalusi a febbraio, in una vittoria per 3-0 contro il Getafe, entrando in campo al 45' al posto di José Ricardo Escobar. Allenato da Dragoljub Milošević, gioca in totale 10 partite, segnando tre gol. All'ultima giornata, segna la prima delle due reti con cui il Cadice batte in trasferta l'Elche, ottenendo la promozione in Primera División.
A fine anno ritorna all'Espanyol, dove trova un posto da titolare e successivamente ottiene anche la fascia da capitano. La stagione 1983-1984 è la migliore della sua carriera a livello realizzativo, con 8 gol segnati.
Nel 1988 i catalani raggiungono la finale di Coppa UEFA contro il Bayer Leverkusen. L'Espanyol vince per 3-0 a Barcellona, ma al ritorno perde per 3-0. Ai tiri di rigore, si impongono i tedeschi. Zúñiga sbaglia uno dei rigori della sua squadra.
Dopo questa stagione, torna in Andalusia, questa volta al Siviglia, in Primera División. Gioca a Siviglia per tre stagioni, impiegato con continuità.
Nel 1991 torna in Catalogna, al Sabadell, in Segunda División. Nella prima stagione gioca da titolare a centrocampo, nella seconda stagione, a causa di un litigio tra Zúñiga e la dirigenza, non scende mai in campo.
A fine anno passa all'Écija Balompié. Gioca due stagioni in Segunda B, nel 1995 ottiene la promozione. Nella stagione 1995-1996 gioca 14 partite e contribuisce alla salvezza del club biancoblu. A fine anno si ritira.

#### Nazionale
Viene impiegato nelle selezioni giovanili spagnole, senza mai debuttare con la nazionale maggiore.
Nel 1979 prende parte al Campionato mondiale Under-20 in Giappone. La Spagna viene eliminata ai quarti di finale dalla Polonia. Zúñiga gioca tre partite nella competizione e segna un gol, con cui gli iberici si impongono per 1-0 contro il Giappone nella fase a gironi.
Nel 1980 viene convocato da José Santamaría per i Giochi della XXII Olimpiade di Mosca, nell'Unione Sovietica. La Spagna viene eliminata nella fase a gironi con tre pareggi. Zúñiga gioca una sola partita, il 22 luglio contro la Siria (0-0), a Minsk.

### Allenatore
Zúñiga ha allenato alcune squadre della Segunda División B.
Nel 2011-2012 si siede sulla panchina del Club Deportivo Puertollano, squadra in cui aveva militato da giocatore quando ancora il club si chiamava Calvo Sotelo. La squadra arriva all'11º posto nel Gruppo 4, ma viene retrocessa per problemi finanziari dovuti al pagamento degli stipendi.
Zúñiga passa così al San Roque, ma viene esonerato dopo 23 partite con la squadra al dodicesimo posto. A fine anno il club di Lepe retrocederà, arrivando al terzultimo posto (19º).
Nella stagione 2013-2014 viene chiamato a sostituire Juan Fidalgo, allenatore del Caudal La squadra asturiana si trovava all'ultimo posto nel Gruppo 1 di Segunda B. Zúñiga viene esonerato dopo 15 partite alla guida del Caudal, alla ventiduesima giornata di campionato. A fine anno il club retrocederà.